# Llançament (dret)
Llançament és l'acte pel qual es despulla a una persona de la possessió d'un bé immoble en execució d'una sentència dictada per l'autoritat governativa o judicial. Generalment això succeïx en execució de sentències que declaren el desnonament per resolució de contracte d'arrendament (normalment per manca de pagament o per expiració del contracte).
És un acte:
- Coactiu (es realitza a la força).
- Públic (és ordenat per l'autoritat pública).
- Executiu (es realitza en execució d'una resolució i amb els límits que aquesta marca).